# Urgons
Urgons é uma comuna francesa na região administrativa da Nova Aquitânia, no departamento Landes. Estende-se por uma área de 11,35 km². Em 2010 a comuna tinha 256 habitantes (densidade: 22,6 hab./km²).